# Lijst van kanunnikenhuizen in Thorn
In Thorn bevinden zich een aantal kanunnikenhuizen, voorheen toebehorend aan de kanunniken en kanunnikessen van het kapittel van Thorn.

## Lijst van kanunnikenhuizen

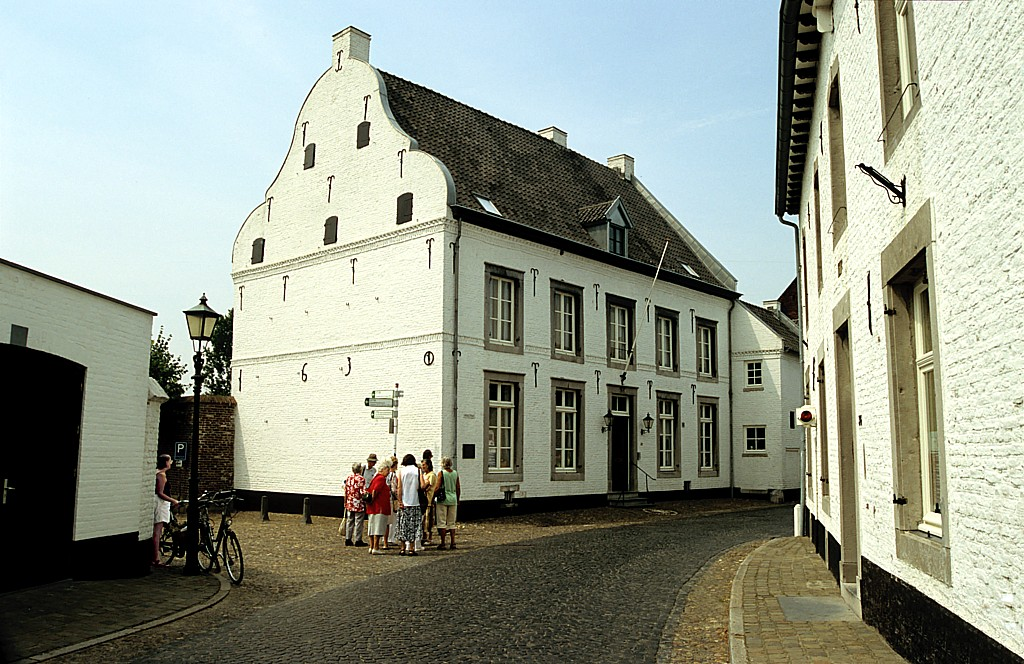
Hoogstraat 33

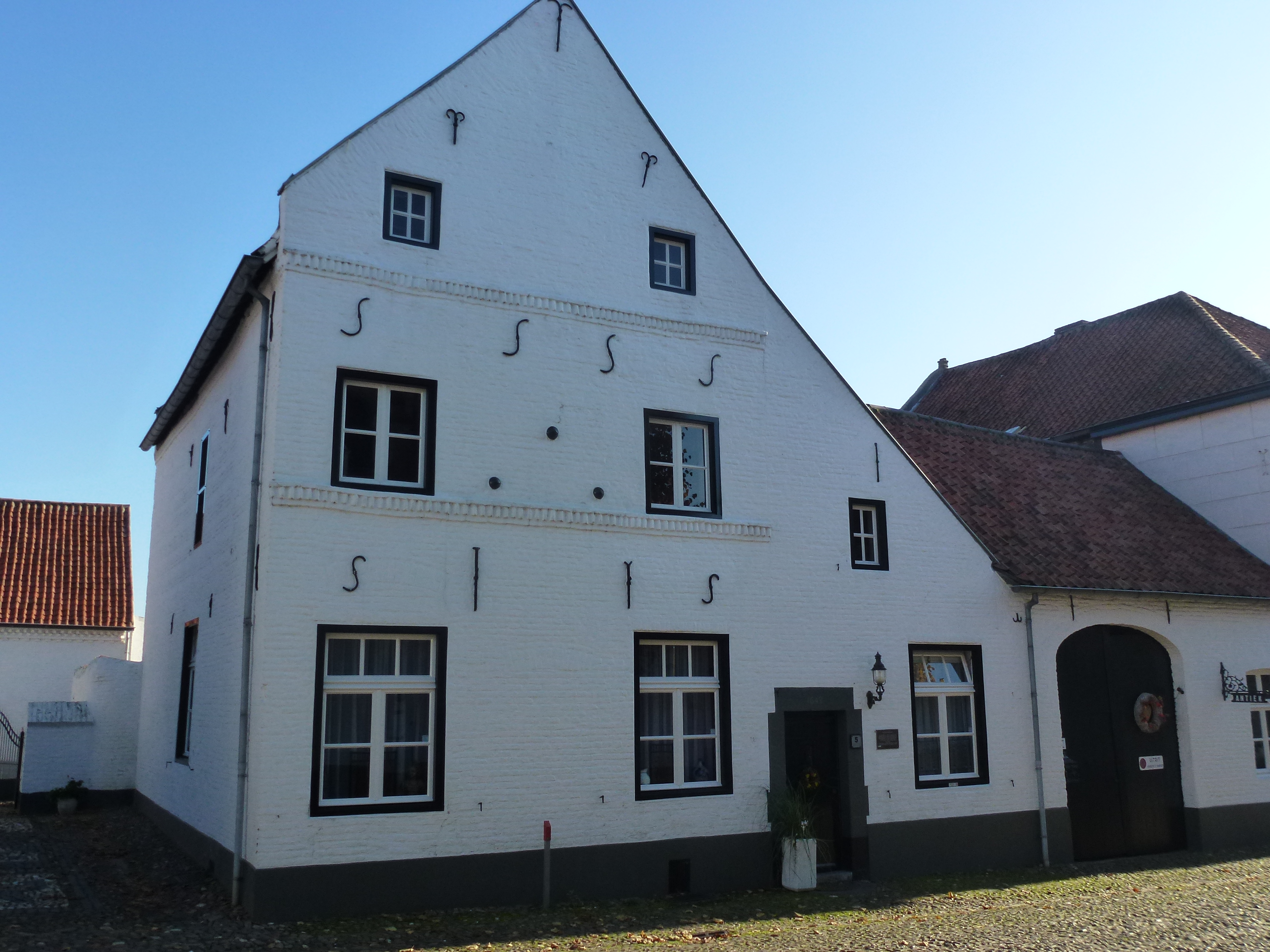
Hofstraat 5

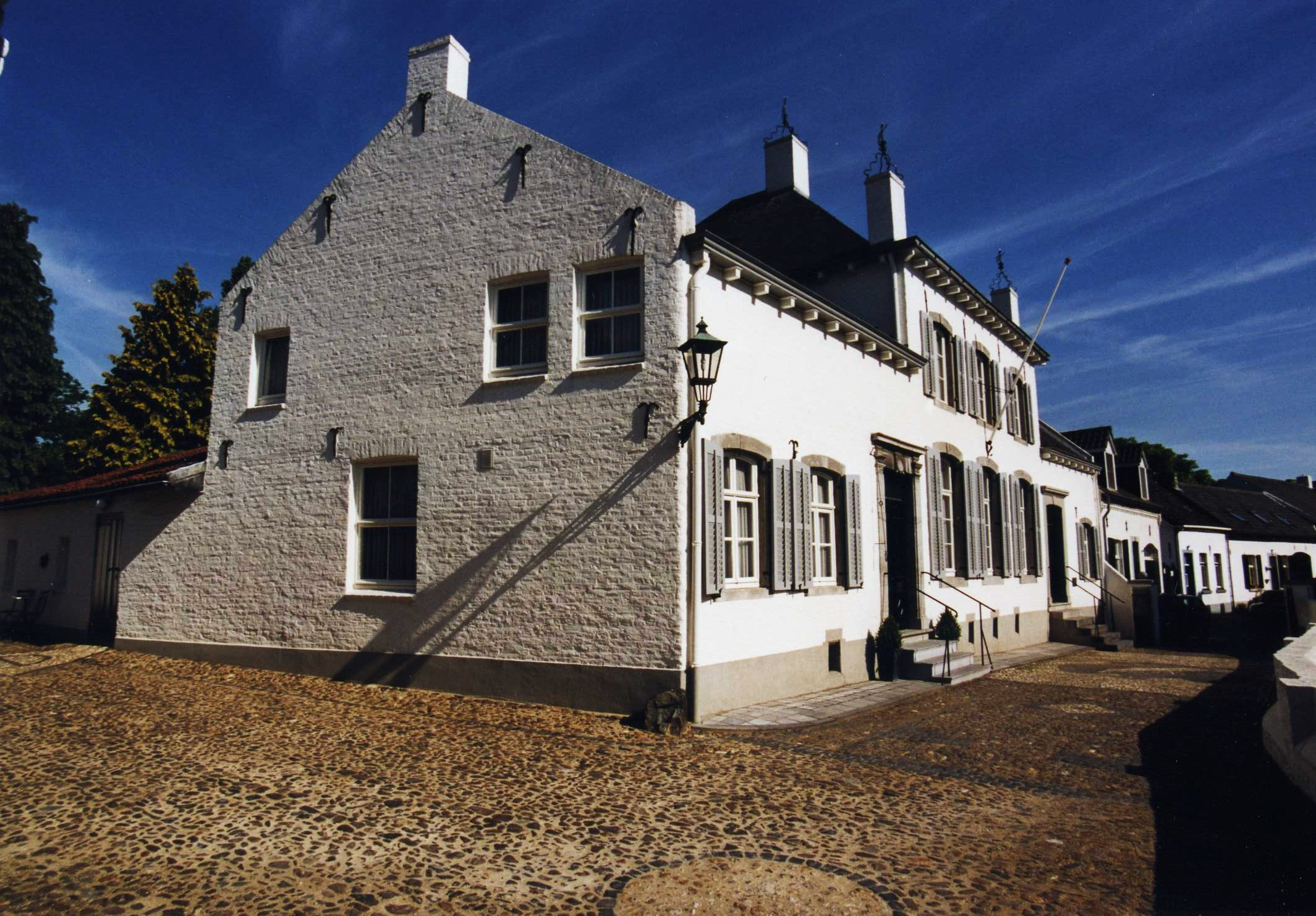
Beekstraat 2-4

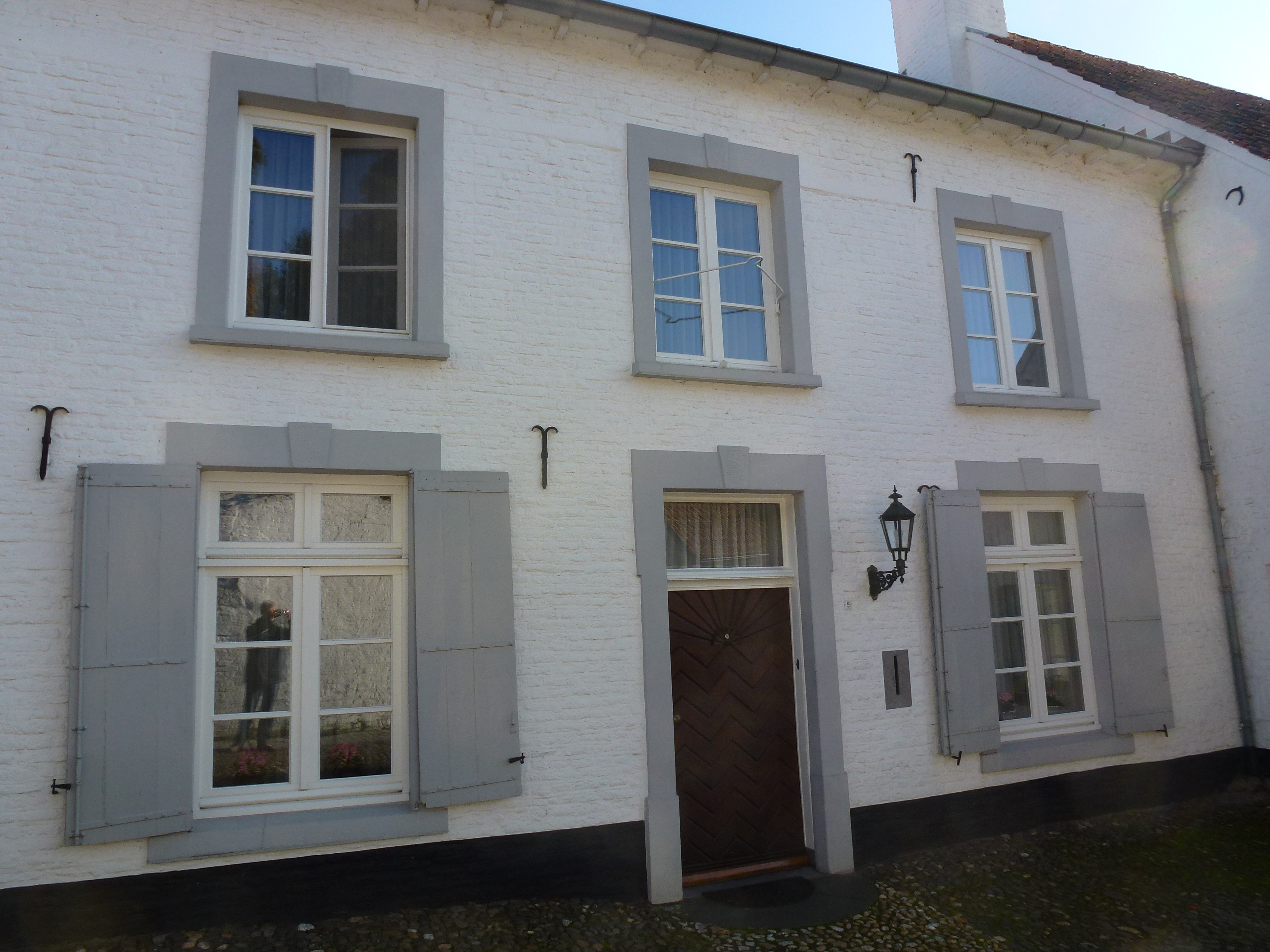
Beekstraat 5

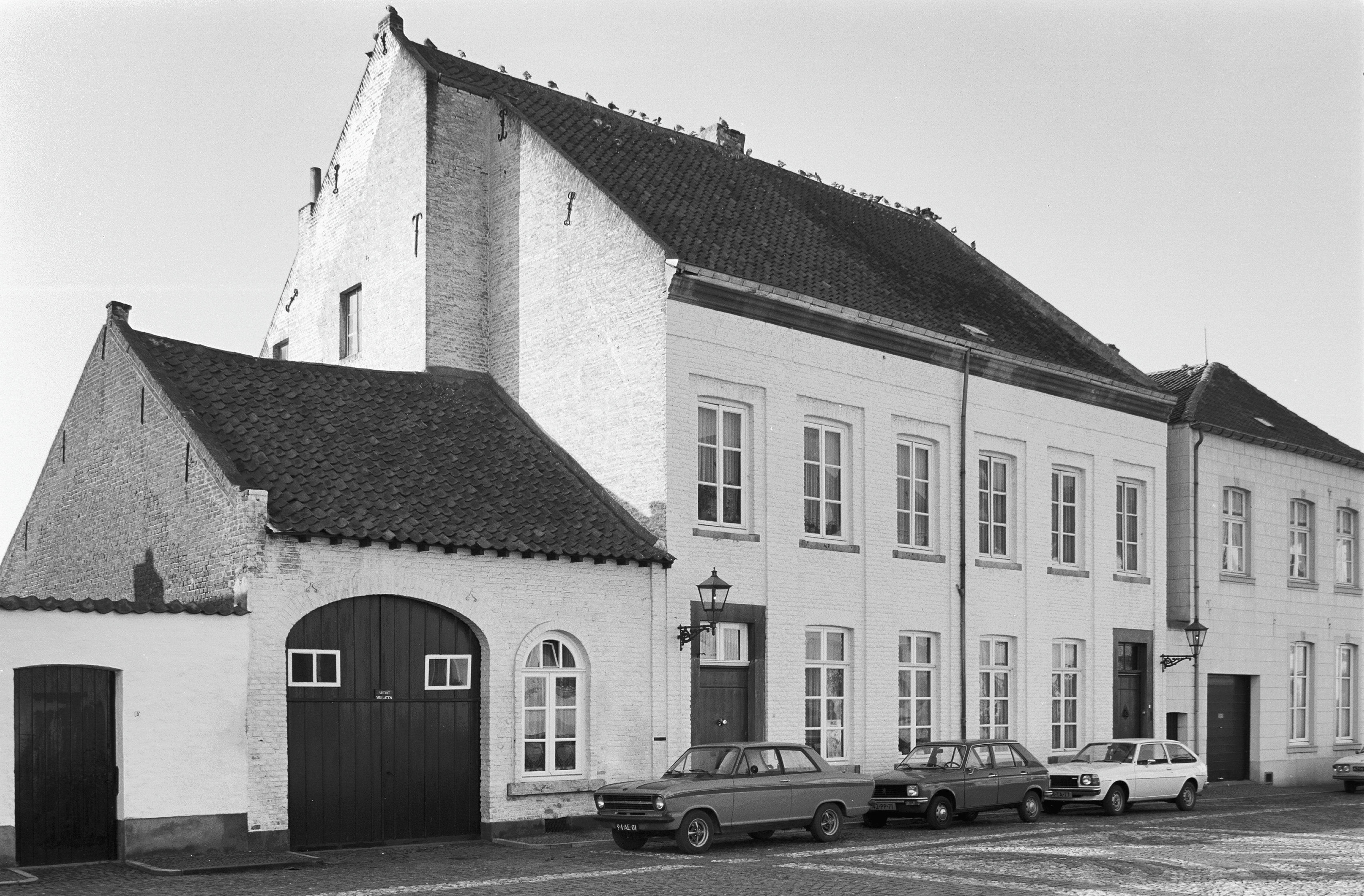
Wijngaard 9

- Hoogstraat 33, met gezwenkte topgevel, stamt van 1630, dus van vóór de grote stadsbrand, en is daarmee een der oudere kanunnikenhuizen van Thorn. In de 18e eeuw werd het verbouwd.
- Hofstraat 5, met puntgevel en drie ingemetselde kanonskogels die herinneren aan de Vrede van Munster (1648). De achtergevel heeft speklagen van mergelsteen. Hier woonde onder meer de kanunnikes Clara Elisabeth van Manderscheidt-Blanckenheim.
- Hoogstraat 8-10 werd gedeeltelijk in de 17e eeuw en gedeeltelijk in de 18e eeuw gebouwd. Omstreeks 1860 werd de gevel gewijzigd.
- Beekstraat 2-4, het huis De Kraak (zie ook: Kraekermolen). Het huis werd in 1710 verbouwd ten behoeve van kanunnik Mathias Radoux. In 1960 werd sierbestrating aangebracht met het motto: Lex est quod cumque notamus (de wet is hetgeen wij in acht moeten nemen). Het dienstgebouw van het huis is aan Beekstraat 6.
- Beekstraat 3-5 is een 18e-eeuws huis met een vooruitspringend koetshuis.
- Hoogstraat 6, uit 1729, werd bewoond door kanunnik Karel Philips baron van Dalwigh.
- Hoogstraat 2-4 is uit het einde van de 18e eeuw. Hier woonden de stiftdames gravin Felicitas van Merode en prinses Leopoldine van Arenberg. Het huis heeft een monumentale ingangspartij en links ervan bevindt zich het koetshuis.
- Wijngaard 5-7 is een dubbelhuis uit de 18e eeuw. De voorgevel werd in de 2e helft van de 19e eeuw gewijzigd. De stiftdekanes Clementine van Hessen-Rheinfels-Rotenberg woonde hier van 1778 tot 1802.
- Wijngaard 9 was de woning van kanunnik en rector Jan Reinier Broeckmeulen, welke voorkwam dat de Abdijkerk werd gesloopt. Het is een groot, L-vormig 18e-eeuws huis.
- Wijngaard 12 stamt uit 1773.